# Marković
A Marković szláv családnév. Apanév, amely a Márk ~ Mark ~ Marko régi egyházi személynévhez kapcsolódik. A szláv nyelvekben „fiát” jelent az ics/vics végződés, így a név jelentése Márk fia. Főleg az egykori Jugoszlávia államaiban elterjedt családnév. 2014-ben Montenegróban a második, Bosznia-Hercegovinában a harmadik, Szerbiában a hetedik, Horvátországban a kilencedik, Szlovéniában, a 108., Koszovóban a 123. leggyakoribb családnév volt. Szlovák / cseh változata a Markovič, magyar változata a Markovics / Markovits.

## Híres Marković nevű személyek
Marković (Марковић)
- Ante Marković (1924–2011) jugoszláv-horvát politikus
- Boban Marković (1964) szerb trombitaművész
- Franjo Marković (1845–1914) horvát filozófus, író
- Goran Marković (1946) szerb film- és színházi rendező
- Mihailo Marković (1923–2010) szerb filozófus
- Vlatko Marković (1937–2013) jugoszláv válogatott horvát labdarúgó, hátvéd, edző, sportvezető
- Žarko Marković (1986) katari és montenegrói válogatott kézilabdázó

Markovics
- Markovics Botond (1975) magyar sci-fi-író
- Markovics Erika (1960) magyar opera-énekesnő (szoprán)
- Karl Markovics (1963) osztrák színész

Markovits
- Markovits Kálmán (1931–2009) kétszeres olimpiai bajnok vízilabdázó, edző
- Markovits Mária (1875–1954) fehérneművarró, csipkevarró
- Markovits Rodion (1884–1948) magyar író, újságíró